# Makora figurata
Makora figurata är en spindelart som beskrevs av Forster och Wilton 1973. Makora figurata ingår i släktet Makora och familjen Amphinectidae. Inga underarter finns listade i Catalogue of Life.